# Sticken

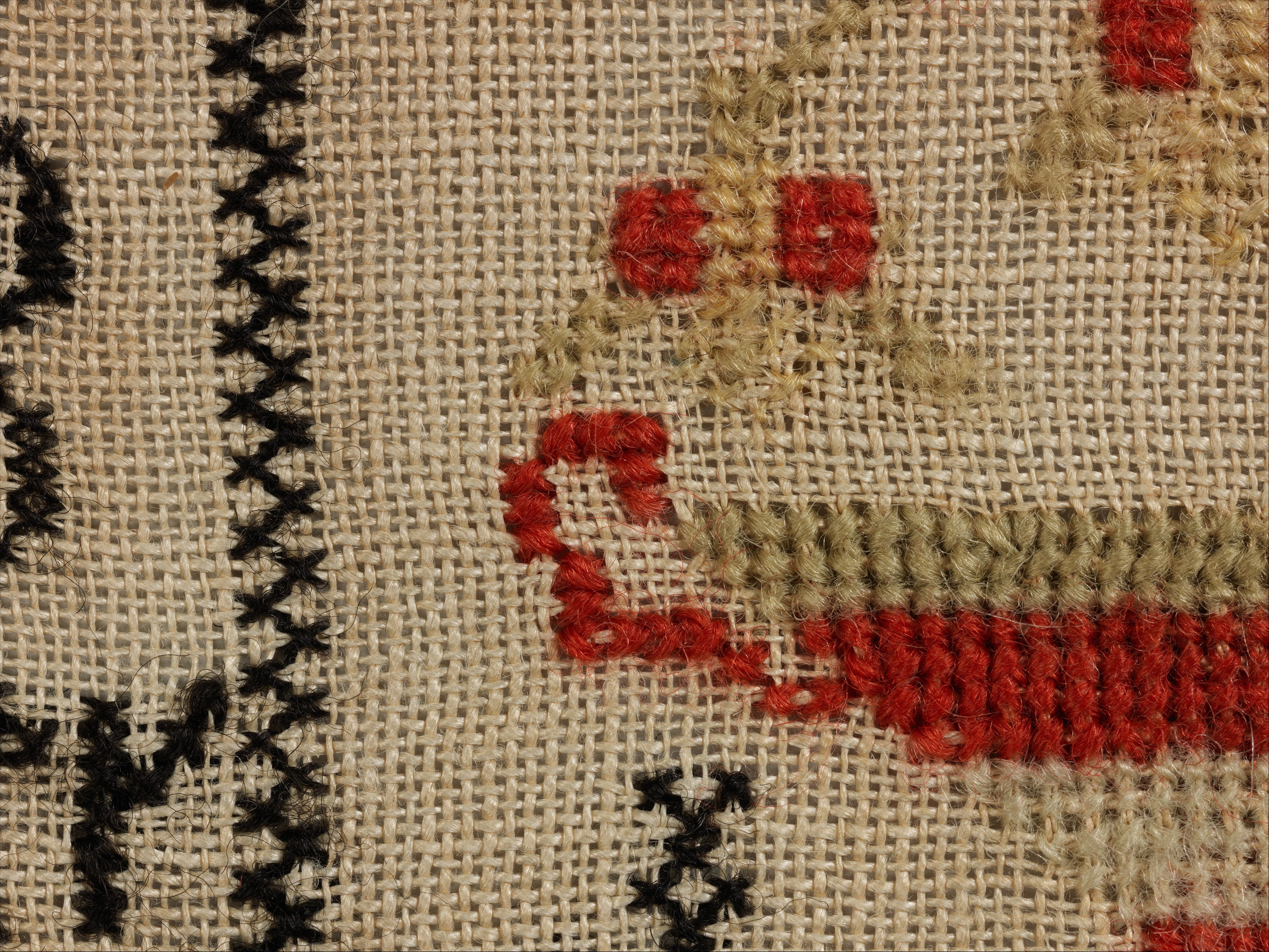
Detail eines Stickmustertuches von Barbara Landis (1816–1884), 1827, Kreuzstich in Wolle auf Stramin, Metropolitan Museum of Art.

Sticken (von althochdeutsch gisticken ‚befestigen, herrichten‘) ist eine textile Technik, bei der ein Trägermaterial (Gewebe, Leder, Papier) mittels Durchziehen oder Aufnähen von Fäden verziert wird.
Es gibt eine Vielzahl von Sticktechniken, von denen einige auf der UNESCO-Liste des Immateriellen Kulturerbes der Menschheit stehen. Textilgestaltung im Handwerk der Fachrichtung Sticken ist in Deutschland ein anerkannter Ausbildungsberuf.

## Geschichte der Stickerei

### Frühgeschichte
Sticken entstand aus der textilen Technik des Nähens. Es wurde schon früh weltweit praktiziert. Funde bei archäologischen Ausgrabungen weisen bis mindestens ins 2. Jahrtausend v. Chr. zurück, wahrscheinlich ist Sticken noch älter. Einige der ältesten erhaltenen Stickereien stammen aus dem Grab des ägyptischen Königs Tutanchamun, der etwa 1323 v. Chr. starb. Seidenstickereien aus einem Grab in Mashan in der chinesischen Provinz Hubei konnten auf die Periode der Streitenden Reiche (475–221 v. Chr.) datiert werden. Mit Seide bestickte Textilien wurden auch in den Salzminen von Hallstatt in Österreich gefunden, außerdem Wollstickereien in Hohmichele, beide stammen aus dem 5. Jahrhundert v. Chr. Aus der Slowakei stammen archäologische Stickereifunde aus dem 3. Jahrhundert v. Chr. Auch in Indien, Mesopotamien und Kleinasien war Sticken schon vor über 2000 Jahren verbreitet. Die Assyrer stickten Tier- und Menschengestalten auf ihre Kleider und Vorhänge. Von ihnen lernten die Griechen das Sticken, die jede Stickerei daher „phrygisch“ nannten. Im Alten Rom hießen Stickereien entsprechend „opus phrygium“. Bereits im Altertum unterschied man Bunt-, Gold- und Weißstickerei. Aus letzterer entwickelte sich die Durchbrucharbeit, was als Doppeldurchbrucharbeit in der Renaissance zur Entwicklung der Spitze führte.
Aus dem 1. Jahrhundert n. Chr. sind Stickereien aus vielen Erdteilen erhalten, etwa die bestickte Kleidung von peruanischen Mumien, koptische Stickereien aus Ägypten sowie Stickereifunde aus Zentralasien, unter anderem Dunhuang, Niya und Loulan. In Byzanz wurde die vorderasiatische Tradition der Silberstickerei weitergeführt. Byzantinische und frühe russische Stickereien haben sich im Katharinenkloster im Sinai erhalten. Im Shōsō-in des Tōdai-ji im japanischen Nara, das aus dem 8. Jahrhundert stammt, hat sich eine große Sammlung chinesischer, indischer und japanischer Stickereien erhalten.

### Mittelalter

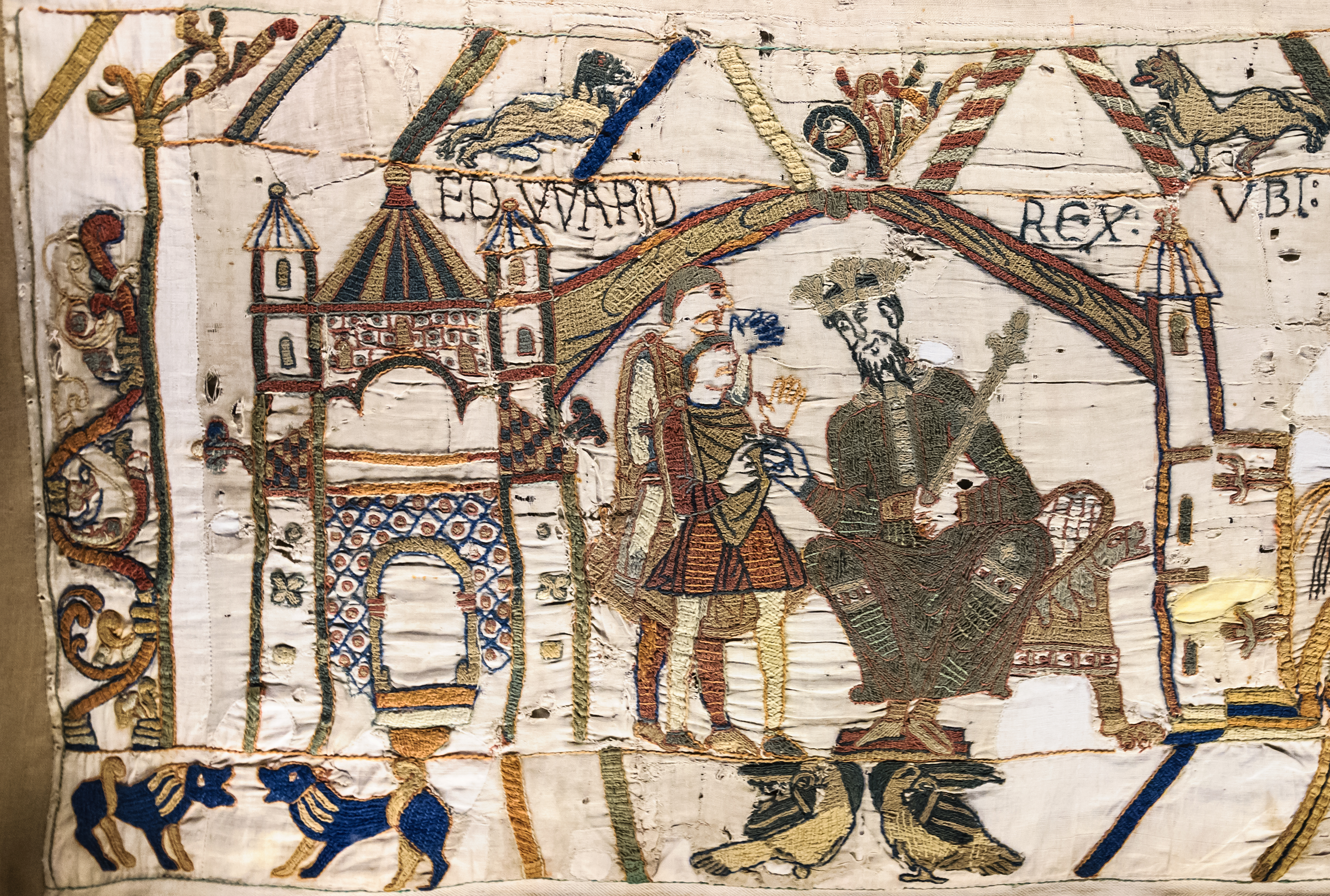
Gestickte Szene des Teppichs von Bayeux, ca. 1070

Im Mittelalter wurde Sticken in den europäischen Klöstern zur Herstellung von Paramenten gepflegt. Stickereien des Mittelalters wurden etwa in dem Grab von Mammen in Dänemark gefunden, sie lassen sich auf das 10. Jahrhundert datieren. Eine besonders bekannte Stickerei dieser Zeit stellt der Teppich von Bayeux dar. Ab dem 13. Jahrhundert ist Sticker als Handwerksberuf belegt. Besonders in England erfuhr die Goldstickerei vom 12. bis 14. Jahrhundert in Form des Opus Anglicanum eine Blüte. Auch im Burgund des 15. Jahrhunderts erfuhr das Sticken eine Blüte, Obergewänder wurden mit Mustern, Sinnsprüchen und heraldischen Motiven verziert.
Ab dem frühen 16. Jahrhundert wurden in Europa Stickmustertücher verwendet, auch wenn keine so frühen Exemplare erhalten geblieben sind. Im Inventar der Königin Johanna von Kastilien aus dem Jahr 1509 wurde eine Sammlung von fünfzig dechados (‚Mustertücher‘) aufgeführt. Sie wurden als Stickerei und deshilado (‚gezeichnete Fadenarbeit‘) beschrieben, einige aus Seide, andere aus Goldfaden. Im 16. Jahrhundert verbreitete sich auch die Verzierung von Unterwäsche, Hemdkragen und Manschetten mit Stickereien. Im Barock und Rokoko wurden Justaucorps, Herrenwesten und Stecker mit aufwändiger Buntstickerei verziert, die aufgrund ihrer feinen Farbverläufe auch ‚Nadelmalerei‘ genannt wurde. Im 18. Jahrhundert kamen in Europa indische Motive wie Palmetten in Mode. Während des Empire wurden die Stickereien in weiß ausgeführt.

### Aufkommen des Maschinenstickens im 19. Jahrhundert

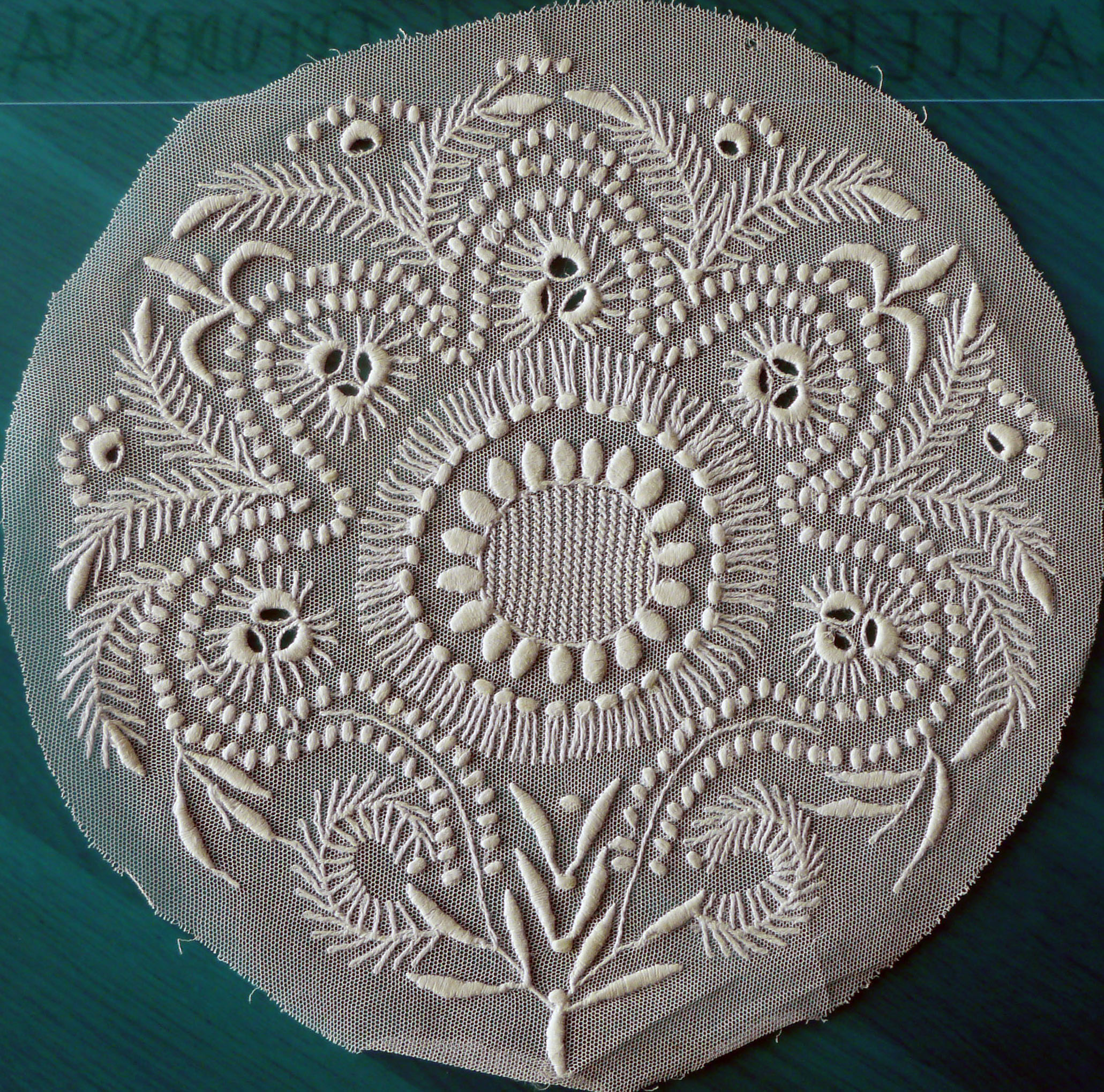
St. Galler Stickerei-Muster: Mittelfeines rundes Sujet

Schweizer Textilkaufleute aus St. Gallen lernten um 1751 in Lyon das Handsticken von türkischen Frauen. Über Sticklehrerinnen wurde im Nordosten der Schweiz und ab 1763 auch in Vorarlberg dieses Handwerk verbreitet. 1828 wurde von Josua Heilmann aus Mülhausen eine Handstickmaschine entwickelt, die eine doppelspitzige Nadel ganz durch ein Gewebe und an einer anderen Stelle wieder zurückführt. Es entstand die St. Galler Stickerei als weltweit erfolgreiches Exportprodukt, mit Saurer als wichtigstem Stickmaschinenproduzent des späten 19. Jahrhunderts. 1863 wurden die Kettenstichmaschine und die Schifflistickmaschine erfunden. Ab 1880 wurden diese Maschinen in Sachsen von der Vogtländischen Maschinenfabrik in Plauen und von Betrieben in Chemnitz weiterentwickelt.
In Großbritannien wurde Sticken im Zuge der Arts-and-Crafts-Bewegung wieder populär, unter anderem gründete Victoria Welby 1872 die heutige Royal School of Needlework. May Morris entwarf Stickereien und führte Entwürfe ihres Vaters aus.
Elektromotor und Lochkartensteuerung führten 1898 zum dritten und letzten Schritt in der Entwicklung der Stickmaschinen, die sogenannten Stickautomaten. Dies waren Schifflistickmaschinen, die nicht mehr mit Pantographen, sondern über Lochkarten gesteuert wurden. Heutige Stickmaschinen verwenden noch dasselbe Prinzip, jedoch kommen anstelle der Lochkarten Computer zum Einsatz.

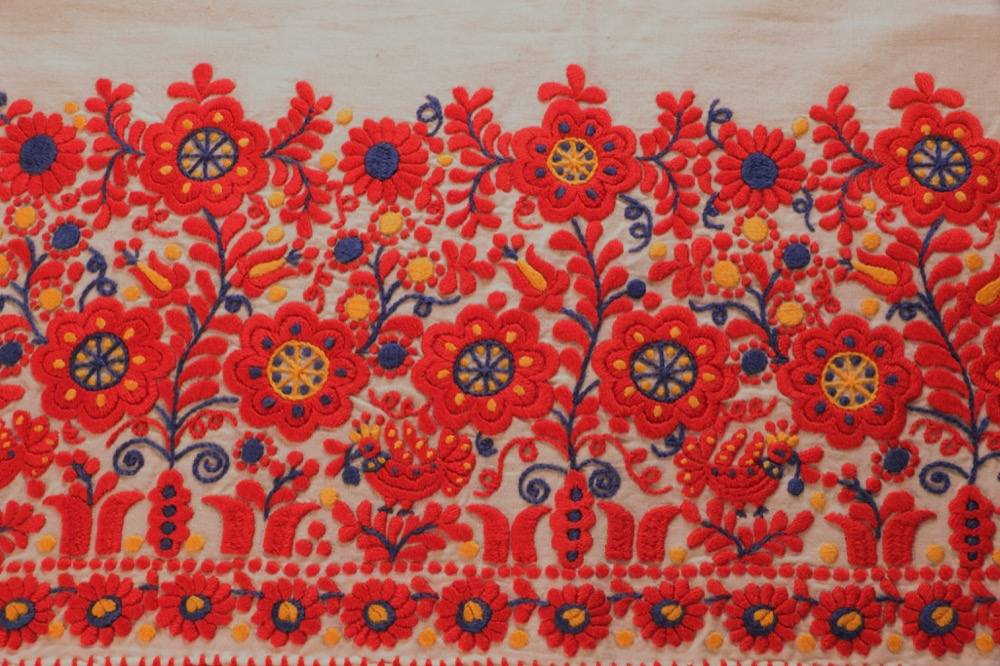
Matyó hímzés (Matyó-Stickerei)

### Immaterielles Kulturerbe der Menschheit
2012 wurde Matyó hímzés, die Stickerei als Volkskunst der Matyók, einer ungarischen Volksgruppe aus dem Kreis Mezőkövesd, in die UNESCO-Liste des immateriellen Kulturerbes der Menschheit aufgenommen. Die flachen Stickereien mit floralen Motiven schmücken ihre Trachten und werden zu dekorativen Zwecken eingesetzt. Chakan-Stickerei folgte 2018 auf Antrag Tadschikistans. Die symbolischen und mythologischen Muster stammen vorwiegend aus der Natur und werden zum Beispiel auf Blusen und Kappen appliziert. Die Stickkunst in turkmenischem Stil wurde 2022 auf Antrag der Islamischen Republik Iran und Turkmenistans hinzugefügt. Traditionell werden vor allem Bordüren in gruppenorientierten Mustern gefertigt. Ebenfalls 2022 kam Al Talli für die Vereinigten Arabischen Emirate auf die Repräsentative Liste. Die Gewänder werden kunstvoll mit Baumwoll- und Silberfäden geschmückt.
Tatreez ist die traditionelle palästinensische Stickkunst, die vor allem zur Verzierung der traditionellen Gewänder, genannt Thobes, genutzt wird. Die kunstvollen, leuchtenden Muster – oft geometrisch und florale Motive – erzählen regionale Geschichten und symbolisieren kulturelle Identität. Seit 2021 ist Tatreez von der UNESCO als immaterielles Kulturerbe anerkannt.
Im Jahr 2024 wurde die Schwälmer Weißstickerei  in die Liste des immateriellen Kulturerbes aufgenommen.

## Ausgewählte Stiche der Stickerei
Es besteht eine große Menge weiterer Stiche und Stichabwandlungen, u. a. Flechtenstich, Doppelstich, Gitterstich oder maurischer Stich.
| Name             | Synonyme                      | Beschreibung | Abbildung |
| ---------------- | ----------------------------- | --- | --------- |
| Bayeux-Stich     |                               | Eine Form des Überfangstichs, die insbesondere zum Füllen von Flächen verwendet wird. Ein anderer Überfangstich ist etwa der Klosterstich. |           |
| Festonstich      | Languettenstich, Schlingstich | Stich aus Schlingen zur Randverwahrung |           |
| Gobelinstich     | Halber Kreuzstich             | Mit der sehr einfachen Sticktechnik wird das Motivfeld auf dem Trägermaterial vollständig bestickt, mit immer in der gleichen Richtung verlaufenden diagonalen Überspannungen der Fadenkreuze.                                                                                 |           |
| Hexenstich       |                               | Zierstich zum Befestigen von offenen Kanten (Säumen) |           |
| Holbeinstich     |                               | |           |
| Kettenstich      | Kettstich                     | Die Nadel sticht hierbei neben der Ausstichstelle ein und bildet so eine Schlinge. Diese wird um die neue Ausstichstelle gelegt. |           |
| Kreuzstich       |                               | Bei dieser Technik werden kleine Kreuze auf einen zählbaren Stoff gestickt. Dabei wird zuerst ein schräger Stich gemacht, dann darüber ein zweiter in einem Winkel von 90 Grad dazu. Gobelinstich und Webstich sind Abwandlungen des Kreuzstiches.                             |           |
| Petitpoint-Stich |                               | Ermöglicht sehr zarte, mosaikartige Bildnerei, nur mit Seidenfäden ausgeführt |           |
| Plattstich       |                               | Füllstich |           |
| Steppstich       |                               | Auf der unteren Seite des Stoffes wird ein langer Stich gemacht, auf der oberen Seite um die Hälfte der Ausdehnung desselben wieder zurückgegriffen, so dass auf der unteren Seite jeder Stich doppelt so lang ist wie oben. In umgekehrter Anwendung entsteht der Stielstich. |           |
| Stielstich       |                               | Zierstich, der bei mehreren Stichen eine Linie ergibt, die wie ein Stiel aussieht |           |
| Vorstich         |                               | Eine in einer Richtung ausgeführte Vorstichnaht sieht aus wie eine gestrichelte Linie |           |

## Sticktechniken und -varianten
Sticktechniken lassen sich auf verschiedene Weisen systematisieren. Sie können nach der Art des Grundgewebes unterschieden werden, dann spricht man etwa von Leinen-, Seiden-, Tüll- oder Straminstickerei. Nach der Art des aufgestickten Materials spricht man beispielsweise von Woll-, Baumwoll-, Gold-, Stroh- oder Perlenstickerei. Wenn sich mehrere dieser Arten kombinieren, entstehen Stickereivarianten, die nach Herstellungsort oder -gegend benannt werden, beispielsweise Hardanger.
| Name                  | Synonyme                                                               | Beschreibung | Abbildung             |
| --------------------- | ---------------------------------------------------------------------- | --- | --------------------- |
| Ajour-Stickerei       |                                                                        | Eine Stickerei, bei der mit einem Faden locker gewebte Stofffäden zusammengezogen werden, dabei entstehen Durchbrüche. Die Ränder müssen nicht versäubert werden, da die Durchbrüche nur durch das Zusammenziehen der Fäden erreicht werden. Mit unterschiedlichen Stichvariationen erreicht man unterschiedliche Arten von Durchbrüchen, die dann noch mit weiteren Spitzenstichen gefüllt werden können. Berühmte Beispiele dieser Stickerei waren die Dresdner Spitze und die Ayrshire Stickerei aus Schottland.                                                            |                       |
| Bargello              | Florentiner Stickerei, Point d’Hongrie, irish stitch oder Flammenstich | Eine die gesamte Fläche bedeckende Stickerei, bei der die Stiche parallel zum Fadenlauf über zwei bis fünf Querfäden geführt werden. Durch leichtes Versetzen der Stiche entstehen abstrakte Zickzack- oder Kurvenmuster. Älteste nachweisbare Anwendung auf Stühlen des 17. Jahrhunderts im Besitz des Museo nazionale del Bargello, nach dem die Technik auch benannt ist. |                       |
| Buntstickerei         |                                                                        | Stickerei mit buntem Garn, sie kann entweder auf einen dichten Grund wie Leinwand, Tuch, Seide, Leder, oder auf Kanevas, aus Hanf, Leinen, Baumwolle, oder auch Seide aufgesetzt sein. Wird in Abgrenzung zu Weißstickerei verwendet. |                       |
| Chikankari            |                                                                        | Eine traditionelle Weißstickerei mit Ursprung in Lucknow in Indien, bei der zarte Muster aus weißem Baumwollfaden auf weißen Musselin oder ein anderes durchscheinendes Material gestickt werden. |                       |
| Chinesische Stickerei |                                                                        | Traditionelle Seidenstickerei aus China. |                       |
| Federkielstickerei    |                                                                        | Stickerei auf Leder mit den gespaltenen Kielen der Oberschwanzfedern vom Pfau. |                       |
| Gobelinstickerei      |                                                                        | Die Gobelinstickerei ist ein Imitat der Bildwirkerei. Beim Gobelin-Sticken werden die Fadenkreuze des Trägermaterials mit farbigem Stickgarn diagonal überstickt. Der Charakter des Bildes wird bestimmt durch das geschickte stichweise Zusammensetzen mit wenigen Farbtönen. Für Wandbilder, für Kissen und andere dekorative Handarbeiten wird in der Regel spezielles Stramingewebe mit Tapisserie-Stickgarn aus reiner Schurwolle bestickt. |                       |
| Goldstickerei         | Reliefstickerei                                                        | Dabei werden mit Lahnfäden oder Kantille Ornamente auf einem textilen Träger aufgebracht. |                       |
| Hardanger             |                                                                        | Eine spezielle Durchbruchsticktechnik. | Hardanger, Österreich |
| Haarstickerei         |                                                                        | Bei der Haarstickerei wird anstelle von Garn menschliches Haar verwendet, das wegen seiner dünnen, glänzenden Glätte besonders feine Stickereien ähnlich wie Seidenstickereien ermöglicht. Diese Art der Stickerei wird noch in China ausgeübt, wo sie vor über 1300 Jahren in der Provinz Jiangsu entstanden ist. Über Stickereien mit Menschenhaar im 19. Jahrhundert wurde auch aus Mexiko berichtet, sowie aus Frankreich und Deutschland. |                       |
| Kashida               |                                                                        | Eine traditionelle Stickerei Indiens. |                       |
| Kelimstickerei        |                                                                        | Der Kelimstich und seine Abwandlung, der Stengelstich, bilden Muster, die wie gestrickt aussehen. Das Kelimstichmuster weist waagerechte Rippen auf; die vom Stengelstich sind senkrecht. Beide Muster setzen sich aus Reihen diagonaler Stiche zusammen, wobei in jeder zweiten Reihe die Stiche entgegengesetzt verlaufen. Beim Stengelstich werden zwischen den Kelimstichreihen Rückstiche gearbeitet. Beide Stiche eignen sich für große und kleine Musterbereiche. |                       |
| Nadelmalerei          |                                                                        | Man spricht von Nadelmalerei, wenn Farbübergänge bei den Darstellungen erzeugt werden, die an gemalte Bilder erinnern. Bei der Nadelmalerei werden Plattstiche ineinandergreifend gestochen und in feinen Farbschattierungen nuanciert. Die Stiche werden dabei dicht gesetzt, die Richtung der Stiche folgt dabei der Form des Musters. Die Nadelmalerei wird oft mit Stielstichen, Spaltstichen und Knötchenstichen kombiniert. Als Stickmaterial eignet sich besonders ungezwirnte, wenig gedrehte Seide. Es kann aber auch Wolle, Chenille oder Gespinst verwendet werden. |                       |
| Perlenstickerei       |                                                                        | Zwischen den Einstichen werden kleine Perlen aufgefädelt und somit aufgestickt. |                       |
| Quillarbeit           |                                                                        | Eine von nordamerikanischen Ureinwohnern benutzte Verziertechnik. |                       |
| Richelieu             | Ausschnittstickerei                                                    | Dabei wird mit Festonstich die Kantenlinie oder der Lochrand dick nachgestickt. Daraufhin kann der Stoff unter der Kante des Festonstichs an der Außenkante oder im Loch vorsichtig weggeschnitten werden. Diese Stickerei wurde nach Kardinal Richelieu genannt, der sie als preiswerten Ersatz für die aufwändige Nadelspitze einführen ließ. |                       |
| Sashiko               |                                                                        | Japanische Verziertechnik |                       |
| Tambourstickerei      | Tamburieren, Kurbelstickerei                                           | Nicht mit der Nähnadel, sondern mit dem Häkelhaken ausgeführte Stickerei |                       |
| Tatreez               | „Fallaḥi“-Stil                                                         | Traditionelle palästinensische Stickerei, meist auf Baumwoll- oder Leinenstoffen |                       |
| Weißstickerei         | Leinenstickerei                                                        | Verzierung von Wäsche und Tischzeug in Leinwand oder Baumwolle. In der französischen Weißstickerei herrscht der Plattstich, in der englischen der Bindlochstich vor. Weißstickerei wurde im sächsischen Vogtland, namentlich in Plauen (Vorläufer der Plauener Spitze), und den angrenzenden Gegenden des Erzgebirges und des in Bayern gelegenen Oberfranken mit Stickmaschinen betrieben. Weißstickerei wird in Deutschland auch heute noch in der Schwalm in Nordhessen ausgeführt.                                                                                         |                       |
| Wyschywanka           |                                                                        | Traditionelle, ostslawische Stickmuster, die besonders in ukrainischen Regionen verbreitet sind und dort als nationales Kulturgut gesehen werden. Vergleichbare Muster finden sich ebenso in Belarus und Russland. |                       |
| Zardozi               |                                                                        | Metallstickerei aus Indien |                       |
| Zmijanje-Stickerei    |                                                                        | Von hinten ausgeführter Stil von Stickmustern aus Bosnien und Herzegowina |                       |

## Materialien

### Garn
Zum Sticken benutzt man spezielle Garne. Die heute gebräuchlichsten sind Sticktwist und Perlgarn. Sticktwist ist 6-fädig und lässt sich für feine Stickereien auch in dünnere Stränge zerteilen. Perlgarn ist unteilbar, dafür ist es glänzend und hat eine glattere Oberfläche. Aber auch andere Materialien kann man versticken und wurden in vergangenen Jahrhunderten auch verstickt, zum Beispiel Seidenfilament, gezwirntes Seidengarn, schmale Seidenbändchen, Wollgarn, Baumwoll(näh)garn oder Effektgarne wie Chenille.

### Sticknadeln
Nadeln sind das wichtigste und elementarste Arbeitswerkzeug zum Nähen und Sticken. Eine Näh- bzw. Sticknadel ist im Allgemeinen ein speziell geformter Metallstift mit einem Öhr oder einem eingearbeiteten Haken, mit dem Flächengebilde durchstochen werden können. Die Nadeln sind mit einer oder mit zwei Spitze(n) versehen. Durch das Öhr wird der Näh- bzw. Stickfaden, auch als Nadelfaden bezeichnet, gezogen. Durch den Haken der Hakennadel (Nadel für Kurbel- und Kettenstichmaschinen) kann nach dem Durchstechen des Nähgutes bzw. des Stickbodens eine Fadenschlaufe erfasst werden und so eine Stichbildung erfolgen.
Es werden fünf Grundtypen von Nadeln unterschieden:
- Einspitzige Näh- bzw. Sticknadeln für Handarbeit mit dem Öhr im Schaft der Nadel
- Zweispitzige Nadeln für Handstickmaschinen mit dem Öhr in der Mitte der Nadel
- Öhrspitzige Nadeln für Näh- und Stickmaschinen
- Hakennadeln für Kettenstich- bzw. Kurbelstickmaschinen
- Nadeln für Sonderstickmaschinen z. B., für Orientstickmaschinen, Tuftingmaschine usw.

#### Handnähnadel
Nadeln für das Handnähen und -sticken sind länglich dünne gerade oder gebogene Metallstifte, die an einem der Enden in einer Spitze auslaufen und am anderen Ende ein Öhr aufweisen. Es gibt sie
- mit runder Spitze für zählbare Gewebe (Aida, Stramin etc.) und
- mit spitzer Spitze für feinfädigere Stoffe.

Außerdem gibt es verschiedene Größen. Je feinfädiger der Stoff, desto dünner sollte auch die verwendete Nadel sein. Der Nadeldurchmesser, die Länge der Nadel und das Öhr (Größe und Form) sind für den Einsatz als Näh- oder Sticknadel und für den zu verarbeitenden Faden unterschiedlich gestaltet. Sticknadeln sind meist kürzer und weisen ein längeres und größeres Öhr auf.
Die einspitzige Näh- und Sticknadel war jahrhundertelang das wichtigste Werkzeug für das Nähen und Sticken.

#### Maschinennadel
Näh- und Stickmaschinennadeln sind öhrspitzige Nadeln, d. h. das Öhr befindet sich im Bereich der Nadelspitze. Da Näh- oder Stickfäden bei den Maschinennadeln bei jedem Stich durch das Öhr gleiten, haben die Öhre eine besondere Form. Sie müssen so ausgebildet sein, dass die zu verarbeitenden Nadelfäden nicht beschädigt und dass bei einer hohen Anzahl von Stichen pro Zeitspanne Fadenbrüche vermieden werden.
Die Nadeln für Stickmaschinen werden heute in einer Vielzahl von Spezialausführungen hinsichtlich Form und Ausbildung des Öhrs, der Spitze, Oberfläche, des Materials usw. angeboten. Für das Einfädeln des Nadelfadens in das Öhr während des Laufs der Schifflistickmaschine – Gangfädeln – und auch bei Stillstand der Maschine werden Fädelhaken, auch Fädelhäkchen genannt, verwendet.

### Stickgrund

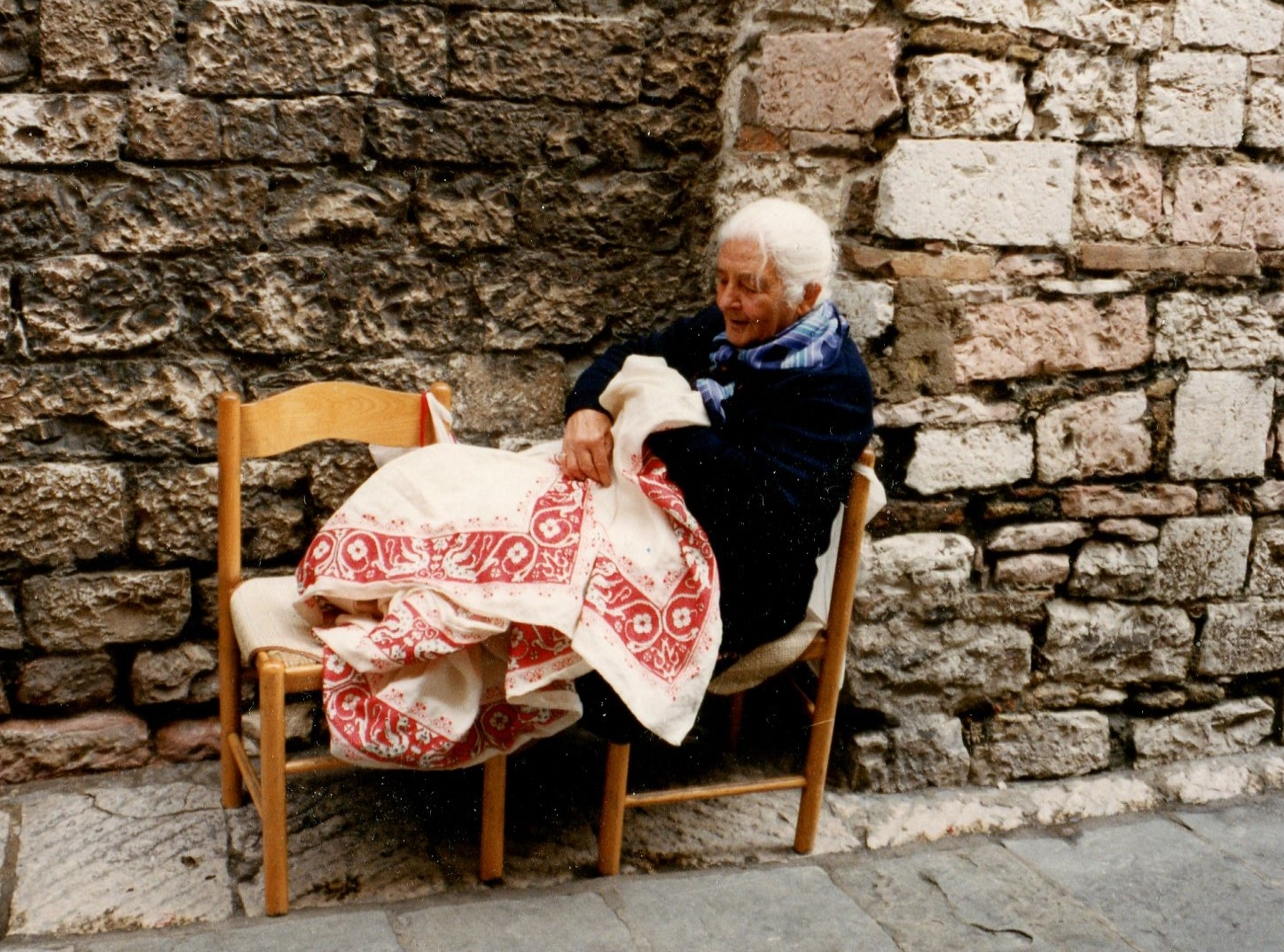
Stickerin in einem Dorf in Italien, über ihrer Arbeit eingenickt

Je nach der angewandten Technik gibt es verschiedene Stoffe, die sich zum Sticken eignen. Für Kreuzstich sollte der Stoff zählbar sein, für Nadelmalerei ist dies dagegen nicht nötig. Zählbare Stoffe sind unter anderem Aida-Stoff, Stramin oder Leinen. Ungeeignet für jede Art von Stickerei sind dagegen Stretchstoffe. Für Petitpoint-Stickerei wird gerne auf Seidengaze zurückgegriffen.

### Stickrahmen
Um den Stoff durch die Stickerei nicht zusammenzuziehen und um Verzerrungen im Muster zu vermeiden, spannt man den Stoff straff in einen Stickrahmen. Dieser ist in der Regel rund und besteht aus einem inneren und einem äußeren Ring, zwischen die der Stoff gelegt wird.
Schwere Stoffe oder Stoffe, die z. B. eine Goldstickerei erhalten, benötigen einen eckigen Rahmen, der aus einem Holm und zwei gelochten Latten besteht. Der Stoff muss als Rechteck an den Holmen festgenäht, eventuell auf die Holme aufgerollt und anschließend mit den gelochten Latten, die durch die Holme geführt werden, gespannt werden. So lassen sich auch großformatige Stickereien sehr gut verzerrungsfrei realisieren.

### Sichthilfen
Gerade für feine Stickerei ist es hilfreich, eine an einem schwenkbaren Arm befestigte Lupe zu benutzen. Solche Lupen gibt es auch mit integrierter Lampe. Schon eine Lesebrille bietet den Vorteil eines näher reichenden Schärfebereich des Auges.

### Stickmuster
Stickmuster sind meist auf Papier oder Stoff gedruckt. Papiervorlagen gibt es als Farbvorlagen oder Symbolvorlagen. Teilweise werden auch gestickte Vorlagen für die Stickerei, wie z. B. bei Mustertüchern, verwendet.

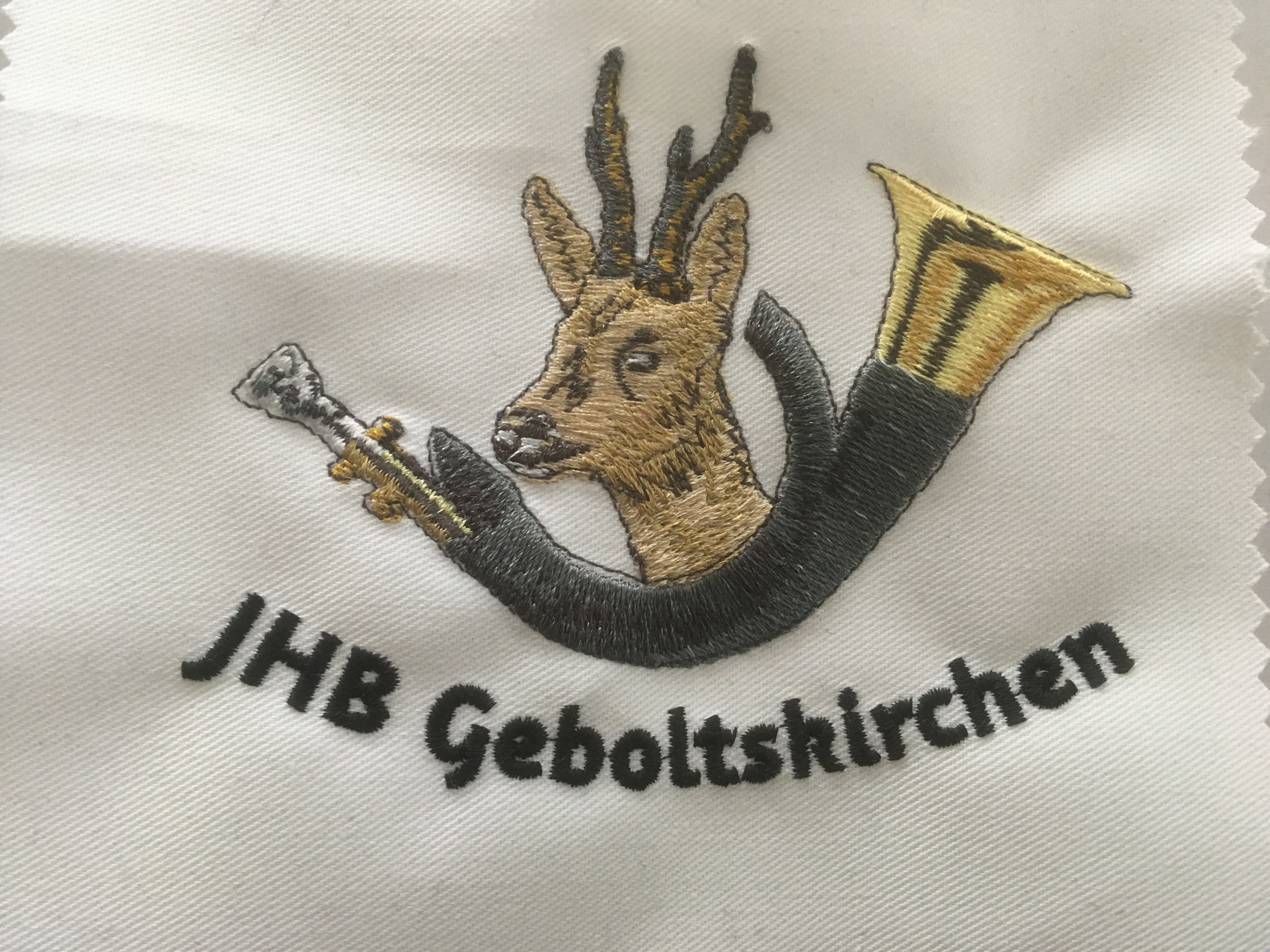
Stickerei für Jagdhornbläser auf Textil

## Digitalsticken
Branding von Bekleidung für Markenfirmen, Sportvereine, Nationalmannschaften erfolgt heute oft durch Digital-Sticken. Beim Sticken mit Stickmaschinen ist sehr viel Fachwissen nötig. Es sieht nicht jeder Maschinenstick gleich aus, da es darauf ankommt wie die Datei bzw. Grafik für die Maschine aufbereitet wird. Diesen Prozess des Aufbereitens nennt man punchen. Der Stick ist eine der haltbarsten und hochwertigsten Formen der Textilveredelung.
Abzeichen zum Aufnähen auf Kleidungsstücke werden zumindest seit 1970, also ohne digitale Grafikerstellung, massenhaft hergestellt – für staatliche Uniformen, Pfadfinderuniformhemden, Rotkreuzjacken und Rennfahrerkappen. Labeling von Markentextilien erfolgte anfangs eher mit Auf- oder Annähen oder Aufkleben eines Etiketts. Zunehmend werden Textilien (oder ein Schnittteil vor dem Zusammennähen) bestickt. Es kommt vor, dass dabei regen- und winddichte Stoffe von/für etwa Regenjacken oder Handschuhe durch Stickerei verletzt, doch an der Rückseite wieder dicht abgeklebt werden. Gestickte Motive auf Kleidungsstücken sind mitunter dauerhafter gegen Abscheuern und Waschen als Aufdrucke.

## In Kunst und Populärkultur
Die Stickerin ist eines der bekanntesten Gemälde des Biedermeier-Malers Georg Friedrich Kersting. Es existieren drei Fassungen aus den Jahren 1812, 1817 und 1827, alle stellen die Malerin Louise Seidler am Stickrahmen sitzend dar. 1869 erschien die Novelle Die Stickerin von Treviso von Paul Heyse.
In Österreich erschienen seit 2005 in Vorarlberg gestickte Sondermarken mit hohem Nominale mit den Motiven Edelweiß (2005), Enzian (2008), Dirndl (2016) und Steirerhut (2018).

### Bekannte Stick-Künstlerinnen und -Künstler (Auswahl)
| - Ghada Amer - Clara Angermann - Margarethe von Brauchitsch - Cécile Dreesmann - Beryl Dean - Adawie Efendijewa - Jochen Flinzer - Evelyn Gleeson - Simon Hari - Else und Mathilde Huber - Shizuko Kimura | - Elly Koch - May Morris - Barbara Nemitz - Beate Passow - Louisa Pesel - Elaine Reichek - Berthe Ruchet - Anemone Schneck-Steidl - Francesco Vezzoli - Johanna Natalie Wintsch |